# Nikołaj Watutin
Nikołaj Fiedorowicz Watutin, ros. Николай Фёдорович Ватутин (ur. 3 grudnia?/16 grudnia 1901 we wsi Czepuchino k. Wałujek, zm. 14 kwietnia 1944 w Kijowie) – radziecki dowódca wojskowy, generał armii, Bohater Związku Radzieckiego (1965).

## Życiorys
Wcielony do Armii Czerwonej w 1920 roku. Brał udział w walkach z oddziałami chłopskimi na Ukrainie, dowodzonymi przez Nestora Machno. W WKP (b) począwszy od 1921, następnie ukończył: Wyższą Szkołę Wojskową w Kijowie w 1926, Akademię Wojskową im. Michaiła Frunzego w 1929 roku, a także Akademię Sztabu Generalnego w 1937 roku.
Od 1937 do 1940 roku pełnił funkcję zastępcy szefa sztabu Kijowskiego Okręgu Wojskowego. W 1939 roku uczestniczył w opracowywaniu planów podziału terytorium Polski pomiędzy ZSRR a III Rzeszę, który nastąpił na mocy paktu Ribbentrop-Mołotow.
W 1940 roku pod dowództwem gen. Gieorgija Żukowa, uczestniczył w aneksji Besarabii. W uznaniu zasług został awansowany przez Józefa Stalina do stopnia generała porucznika oraz mianowany szefem Zarządu Operacyjnego Sztabu Generalnego.
Po napaści Niemiec na ZSRR, w latach 1941–1942 pełnił funkcję dowódcy Frontu Północno-Zachodniego. W 1942 roku dowódca Frontu Woroneskiego, a w latach 1942–1943 dowódca Frontu Południowo-Zachodniego. Dowodził tymi frontami w bitwach pod Stalingradem i Kurskiem. W lutym 1943 roku awansował do stopnia generała armii. W roku 1944 objął dowództwo 1 Frontu Ukraińskiego (przemianowany Front Woroneski), prowadzącego działania w ramach operacji dnieprowsko-karpackiej. Jadąca w stronę frontu kolumna pojazdów w której znajdował się gen. Watutin, wpadła w zasadzkę zorganizowaną 29 lutego 1944 roku przez Ukraińską Powstańczą Armię. Watutin został śmiertelnie ranny, w konsekwencji czego zmarł 6 tygodni później w szpitalu.

## Odznaczenia
- Medal Złota Gwiazda Bohatera Związku Radzieckiego – pośmiertnie (6 maja 1965)
- Order Lenina – dwukrotnie
- Order Czerwonego Sztandaru
- Order Suworowa I klasy
- Order Kutuzowa I klasy
- Medal „Za obronę Stalingradu”
- Medal jubileuszowy „XX lat Robotniczo-Chłopskiej Armii Czerwonej”